# Apiocera vulpes
Apiocera vulpes is een vliegensoort uit de familie Apioceridae. De wetenschappelijke naam van de soort is voor het eerst geldig gepubliceerd in 1909 door Hermann.
De soort komt voor in Australië (Queensland).